# Фатьянівська культура
Фатьянівська культура — археологічна культура бронзової доби.
Існувала у 2000-1500 роках до н. е.. Була поширена від Балтійського регіону до басейнів Волги й Ками із центром у Владимиро-Суздальському межиріччі. 
Фатьянівська культура входила до складу великої культурно-історичної спільності — бойових сокир культур або шнурової кераміки культур, що були поширені серед предків слов'ян, балтів й германців.
Названа за могильником біля села Фатьянове Даниловського району Ярославської області. 

## Походження
Передбачувана прабатьківщина племен фатьянівська культура — територія між Дніпром і Віслою.
Вважається, що племена фатьянівської культури є представниками одної з гілок давніх балтів.
Антропологічний тип — європеоїдний.

## Локальні варіанти
У фатьянівській культурі виділяється кілька локальних варіантів: 
- верхньоволзький,
- московсько-клязьмінський,
- середньоволзький, або балановський, що відокремлюють у окрему балановську культуру; названо за Балановським могильником,
- інші.

## Пам'ятки
Основні пам'ятники — ґрунтові могильники, родові цвинтарі, зазвичай розташовані на пагорбах. Померлих ховали в скорченому положенні в спеціальних спорудженнях (з дерева, бересту, прутів), чоловіків в основному на правому боці, головою на захід, жінок — на лівому, головою на схід. 

## Артефакти
Артефакти поховань різноманітні: 
- зброя (кам'яні висвердлені бойові сокири, мідні сокири, списи, стріли й інше);
- знаряддя з каменю, кості, рідше міді (клиноподібні сокири, ножі, шкребки, шила, шпильки, голки, долота, мотики й інше);
- прикраси (намиста із зубів, костей птахів, мушлю, бурштину);
- численний глиняний посуд; посудини є кулястими, орнаментовані нарізним і штампованим візерунком, на донцах — солярні знаки;
- зустрічаються кості домашніх і диких тварин (залишки їжі в могилах).

## Господарство
Основне заняття племен Фатьянівської культури:
- скотарство (свині, вівці, велика рогата худоба, коні),
- можливо землеробство;
- підсобні заняття — полювання, рибальство й збирання.
- розвинена металургія міді.

Суспільний лад — патріархально-родової.
Могили родових старійшин виділялися розмірами й багатством інвентарю.
Вірування — культ предків, ведмежий і солярний культи.